# Cueta obliqua
Cueta obliqua är en insektsart som beskrevs av Navás 1935. Cueta obliqua ingår i släktet Cueta och familjen myrlejonsländor. Inga underarter finns listade i Catalogue of Life.